# Obarator
Dans la mythologie romaine, Obarator (du latin obaro, labourer autour) était le dieu du dernier labour de surface après les semences.

## Culte
Ce dieu, associé à Cérès, est célébré dans les flamen cerealis.